# Nouaceur
Nouaceur (in arabo النواصر‎?; in berbero: ⵏⵡⴰⵚⵕ) è una città del Marocco, nella provincia omonima, nella regione di Casablanca-Settat.
La città è anche conosciuta come Nouasseur.
A Nouaceur si trova l'Aeroporto di Casablanca-Muhammad V.